# A.E.O.N. (EP)
Pour les articles homonymes, voir Aeon.
 (janvier 2017).
Si vous disposez d'ouvrages ou d'articles de référence ou si vous connaissez des sites web de qualité traitant du thème abordé ici, merci de compléter l'article en donnant les références utiles à sa vérifiabilité et en les liant à la section « Notes et références ».
Albums de Sybreed
Antares
(2007) The Pulse of Awakening
(2009)
A.E.O.N. est un EP, uniquement digital, du groupe de cyber metal suisse Sybreed, commercialisé par Listenable Records le 21 juin 2009.

## Liste des titres
| 1.    | A.E.O.N.                           | 5:03 |
| 2.    | Human Black Box                    | 5:10 |
| 3.    | Emma 0 (Bak XIII Remix)            | 4:02 |
| 4.    | Emma 0 (Phreakers Syndicate remix) | 3:38 |
| 5.    | Emma 0 (Tanz/Tanz remix)           | 4:45 |
| 22:38 |                                    |      |

## Musiciens
- Drop : Guitare
- Benjamin : Chant
- Burn : Basse
- Kevin : Batterie